# 姚笛 (指揮)
姚笛（？—），祖籍浙江慈溪，之後移居香港，在香港島居住，中國音樂家及指揮家。他是小提琴家姚珏的父親。

## 生平
1974年出任上海电影乐团指挥，为电影音乐配音。從1974年至1984年十年间，曾先后为百多部中國電影（包括：故事片、美术片和科教片）的音乐配音，並憑电影《巴山夜雨》、《喜盈门》、《城南旧事》的配樂而连获第一届、第二届及第三届中国电影金鸡奖的最佳音乐奖。移居香港後，因着在上海的人脈關係，為香港纺织界巨子唐翔千的弟弟唐仑千資助前往上海洽購棉纱，自始開始了他的營商道理，始後他再借助在商業貿易所賺的錢資助發展文化產業。